# Murray River
Murray River é um município rural canadense localizado no Condado de Kings, na Ilha do Príncipe Eduardo. A população no censo de 2016 era de 304 pessoas.